# Bundesstraße 290
Die Bundesstraße 290 (Abkürzung: B 290) ist eine 90 km lange Bundesstraße, die in Baden-Württemberg durch den Regierungsbezirk Stuttgart läuft und von Tauberbischofsheim im Main-Tauber-Kreis zur B 29 bei Westhausen im Ostalbkreis zwischen Aalen und Ellwangen führt.
Auf dem Abschnitt über die Hohenloher Ebene zwischen Bad Mergentheim und Crailsheim wird sie auch mit dem alten Namen Kaiserstraße bezeichnet.

## Verlauf
Die Bundesstraße 290 verbindet in Nord-Süd-Richtung Tauberbischofsheim mit Ellwangen. Sie beginnt im Ortszentrum von Tauberbischofsheim, wo sie auf gemeinsamer Straßenführung mit der B 27 bis zur Autobahnauffahrt Tauberbischofsheim führt. Kurz danach trifft sie auf die B 19. Nach der Durchquerung der Kurstadt Bad Mergentheim zweigt sie nach Osten von der B 19 ab und durchquert anschließend das Hohenloher Land in südlicher Richtung.
Bei Satteldorf quert sie die A 6 und schwenkt dann in das Tal der Jagst ein. Der Jagst gegen die Fließrichtung folgend, passiert sie die Ortsdurchfahrt Crailsheim und den Schwäbisch-Fränkischen Wald bis Ellwangen. Auf der Anfang der 1990er-Jahre fertiggestellten Westumgehung wird die Innenstadt weiträumig umfahren.
Bevor sie am Dreieck Westhausen am Rande der Schwäbischen Alb mit der Einmündung in die B 29 endet, führt sie noch an der Reinhardt-Kaserne der Bundeswehr vorbei und durchkreuzt das Naherholungsgebiet Bucher Stausee der Gemeinde Rainau.